# Parafia św. Jana Chrzciciela w Krerowie
Parafia Świętego Jana Chrzciciela – rzymskokatolicka parafia znajdująca się we wsi Krerowo, w gminie Kleszczewo, w powiecie poznańskim. należy do dekanatu średzkiego.